# Beryl (orkaan)

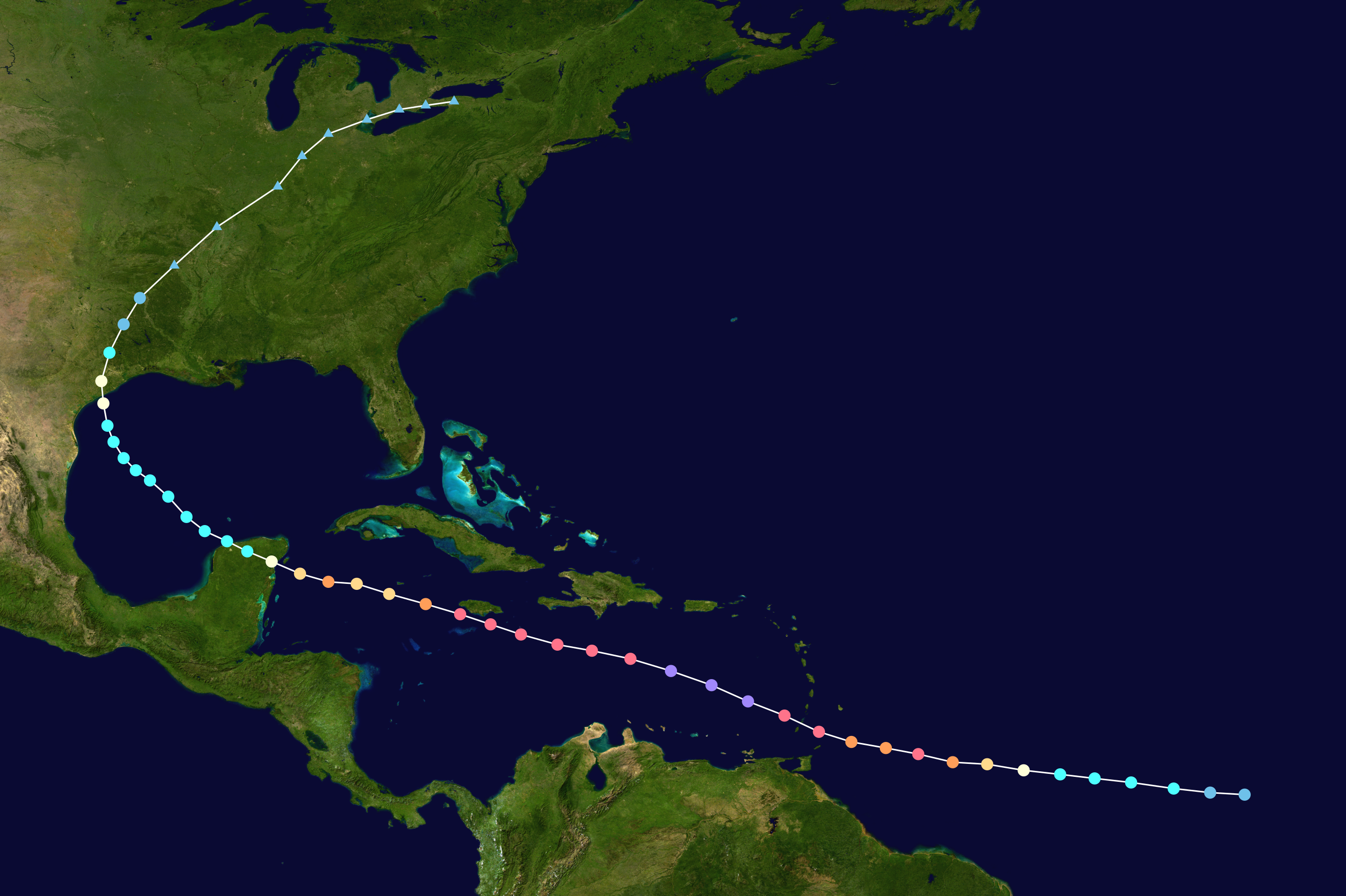
Het traject van Beryl van 28 juni tot 7 juli

Orkaan Beryl was een zeer krachtige Atlantische orkaan die door de westelijke Caribische Zee trok en daarna het schiereiland Yucatán trof. Beryl was de tweede benoemde storm, de eerste orkaan en de eerste grote orkaan van het Atlantische orkaanseizoen 2024. Hij was ook de vroegst gevormde Atlantische orkaan van categorie 5 ooit. Na de vorming op 28 juni 2024 in Hurricane Alley begon de situatie zich snel te intensiveren terwijl hij westwaarts trok over de centrale tropische Atlantische Oceaan. Vroeg in de ochtend van 1 juli ging Beryl tussendoor Barbados en Venezuela waar hij minimale schade heeft veroorzaakt. Later op de dag kwam Beryl aan land op het eiland Carriacou in Grenada als een hoog niveau categorie 4 orkaan, die veel schade op het eiland veroorzaakte. De orkaan nam verder in kracht toe toen hij de Caribische Zee binnendrong en bereikte de volgende ochtend een hoogtepunt als een categorie 5 orkaan vroeg in de ochtend waarna hij langzaam afzwakte. Daarna raakte Beryl op 3 en 4 juli land in Jamaica, ging later op 4 juli langs de Kaaimaneilanden en bereikte Texas op 8 juli.
Beryl veroorzaakte catastrofale schade op de noordelijke eilanden van Grenada (Carriacou) waar het oog van de storm overheen trok en Petite Martinique, waar veel bouwwerken werden beschadigd of vernield. Ook omliggende eilanden als Trinidad en Tobago leden schade. In Venezuela kwamen tien mensen om het leven en zijn er meerdere vermist. Er werden (op 15 juli 2024) in totaal 50 doden bevestigd, en de voorlopige schattingen van de schade zijn boven de US$ 6,2 miljard.

## Records
Beryl is de meest oostelijke orkaan die zich in de maand juni in de Atlantische Oceaan heeft gevormd, 49,3°W, oostelijker dan de orkaan Trinidad uit 1933, 58,9°W. 
Beryl werd de vroegste orkaan in het jaar van categorie 4; hij overtreft het vorige record van orkaan Dennis op 8 juli 2005. 
Het is de sterkste orkaan, gemeten in windsnelheid, in juni en juli, sterker dan orkaan Audrey in 1957. 
Beryl werd later de orkaan die zich het vroegst in het jaar tot categorie 5 ontwikkelde, en daarmee het record van orkaan Emily op 16 juli 2005 heeft verbroken. 
In de orkaanontwikkelingsregio van de Atlantische Oceaan werd Beryl het eerste geregistreerde systeem dat in de maand juni een zo snelle intensivering doormaakte.

## Impact per land
| Land                           | Sterfgevallen | Schade        | Ref |
| ------------------------------ | ------------- | ------------- | --- |
| Barbados                       | 0             | Onbekend      |     |
| Cuba                           | 0             | Onbekend      |     |
| Dominicaanse republiek         | 0             | Onbekend      |     |
| Grenada                        | 3             | Onbekend      |     |
| Haiti                          | 0             | Onbekend      |     |
| Jamaica                        | 3             | Onbekend      |     |
| Kaaiman eilanden               | 0             | Onbekend      |     |
| Martinique                     | 0             | Onbekend      |     |
| Mexico                         | 0             | > $ 1 miljard |     |
| Saint lucia                    | 0             | Onbekend      |     |
| Saint Vincent en de Grenadines | 3             | Onbekend      |     |
| Trinidad en tobago             | 0             | Onbekend      |     |
| Venezuela                      | 3             | Onbekend      |     |
| Totaal                         | 12            | > $ 5 miljard |     |